# Mahdi
Der Mahdi (arabisch المهدي, DMG al-Mahdī ‚der Rechtgeleitete‘; im Persischen, Türkischen und einigen arabischen Dialekten auch als Mehdi ausgesprochen) ist nach traditioneller islamischer Glaubensauffassung ein Nachkomme des Propheten Mohammed, der in der Endzeit auftauchen und das Unrecht auf der Welt beseitigen wird. Der Glaube an das Erscheinen des Mahdi ist sowohl ein zentraler Bestandteil der schiitischen Konfession als auch in den chiliastischen Erwartungen im sunnitischen Islam verbreitet und wird entsprechend in den kanonischen Traditionssammlungen in Form von Hadithen dargestellt.

## Entstehung des Mahdi-Konzepts
Der Begriff al-mahdī ist von der arabischen Wortwurzel h-d-y abgeleitet, die allgemein die Bedeutung von „göttlicher Rechtleitung“ hat und selbst nicht im Koran vorkommt. Jedoch findet man dort an einer Stelle ein Wort, das von der gleichen Wortwurzel abgeleitet ist und eine ähnliche Bedeutung hat: muhtadī („der sich rechtleiten lässt“). So heißt es in Sure 17:97: „Wen Gott rechtleitet, der ist (in Wahrheit) rechtgeleitet“ (wa-man yahdī Llāhu fa-hwa l-muhtadī).
Seit der Frühzeit des Islam wurde „Mahdī“ als ein religiös-politischer Ehrentitel verwendet, so zum Beispiel vom arabischen Dichter Hassān ibn Thābit für den Propheten Mohammed selbst. Der Dichter Sulaimān ibn Surad bezeichnete al-Husain ibn ʿAlī nach seinem Martyrium bei Kerbela als „Mahdi, Sohn des Mahdi“. Während des zweiten Bürgerkriegs nach dem Tod des umayyadischen Kalifen Muʿāwiya I. begann der Begriff dann, zusätzlich zu seiner politischen eine religiös-messianische Bedeutung zu erhalten. Er bezeichnete jetzt den erwarteten Herrscher, der den wahren Islam wiederherstellen sollte. So rief im Jahre 685 in Kufa al-Muchtār ibn Abī ʿUbaid den Aliden Muhammad ibn al-Hanafīya zum Mahdi aus und führte in seinem Namen einen großangelegten Aufstand gegen den umayyadischen Kalifen ʿAbdallāh ibn az-Zubair durch.
Nach dem Tod Muhammad ibn al-Hanafīyas im Jahre 700 entstand eine Sekte, deren Anhänger glaubten, dass er nicht wirklich gestorben sei, sondern sich nur verborgen habe und bald zurückkehren werde, um die Erde in Besitz zu nehmen. Diese Sekte wurde nach ihrem Anführer als Kaisānīya bezeichnet. Die Kaisānīya spaltete sich später in zahlreiche Untersekten auf. Während die sogenannten Karibiten weiter auf die Rückkehr von Muhammad ibn al-Hanafīya warteten und meinten, dass es keinen anderen Mahdi als ihn geben könnte, weil ihn sein Vater ʿAlī ibn Abī Tālib als solchen designiert habe, übertrugen die Harbiten die Mahdi-Vorstellung zunächst auf Muhammads Sohn Abū Hāschim und später auf ʿAbdallāh ibn Muʿāwiya, einen Nachfahren Abū Tālibs. Dieser unternahm im Jahr 746 einen Aufstand gegen die Umayyaden und wurde 748/49 im Kerker umgebracht. Wie in einem arabischen doxographischen Werk berichtet wird, behauptete ʿAbdallāh ibn Harb, das Oberhaupt der Harbiten, ʿAbdallāh ibn Muʿāwiya sei nicht gestorben, sondern „befinde sich im Berg von Isfahan und sei der Mahdī dieser Gemeinde, den der Prophet angekündigt und von dem er mitgeteilt habe, er werde die Erde mit Gerechtigkeit und Billigkeit erfüllen.“
Das von den Kaisaniten zu Anfang des 8. Jahrhunderts entwickelte Modell der Entrückung, Abwesenheit und erwarteten Rückkehr des Mahdi wurde später von anderen Zweigen der Schia übernommen; das Konzept des Mahdi als endzeitlicher Gestalt fand schließlich auch Eingang in die populäre Eschatologie der Sunniten.

## Grundlagen und Unterschiede der Mahdi-Lehre
Eine allgemeine Beschreibung des islamischen Mahdi-Glaubens bietet Ibn Chaldūn (gest. 1406) im 51. Abschnitt des dritten Kapitels seiner Muqaddima. Dort heißt es:

„Wisse, dass es unter der Allgemeinheit der Muslime in allen Zeiten bekannt war, dass am Ende der Zeiten ein Mann von den Ahl al-bait hervortreten muss, der die Religion stärken und der Gerechtigkeit zum Sieg verhelfen wird. Die Muslime werden ihm folgen, und er wird von den islamischen Ländern Besitz ergreifen. Er wird der Mahdī genannt werden. Unmittelbar darauf werden das Hervortreten des Daddschāl und alle nachfolgenden Ereignisse geschehen, die nach dem gesunden Hadith Voraussetzung für das Eintreten der zweiten Stunde (sc. der Auferstehung) sind. Danach wird Jesus herabsteigen und den Daddschāl töten. Oder Jesus wird zusammen mit ihm (sc. dem Mahdi) herabsteigen, ihm bei der Tötung des Daddschāl helfen und hinter ihm beten.“

Als Grundlage für diese Vorstellung dienten verschiedene Hadithe, auf die Ibn Chaldūn ebenfalls näher eingeht. So wird in einem Hadith, den Abū Dāwūd as-Sidschistānī unter Berufung auf Abū Saʿīd al-Chudrī überliefert, Mohammed mit den Worten zitiert: „Der Mahdī ist von mir. Er hat eine kahle Stirn und eine Adlernase. Er wird die Welt mit Gerechtigkeit und Recht erfüllen, so wie sie vorher mit Ungerechtigkeit und Unrecht erfüllt war. Er wird sieben Jahre herrschen.“ In einer anderen Version des Hadith, die von Ibn Mādscha überliefert wird, lauten die Worte Mohammeds: „Es wird in meiner Umma den Mahdī geben. Wenn es kurz ist, wird er sieben Jahre herrschen, sonst neun. Meine Umma wird in dieser Zeit unerhörten Wohlstand erleben. Die Erde wird ihre Nahrung hervorbringen und nichts davon zurückhalten. Es wird haufenweise Geld geben. Ein Mann wird aufstehen und sagen: ‚O Mahdī, gib mir etwas.‘ Und er wird antworten: ‚Nimm einfach‘“
Einer verbreiteten Vorstellung nach handelt es sich beim Mahdi um einen der Nachkommen von Fatima und ihrem Ehemann Ali ibn Abi Talib, also einen Hasaniden oder einen Husainiden. Ibn Chaldūn meinte allerdings, dass der Mahdī unbedingt aus den hasanidischen oder husainidischen Beduinen hervorgehen müsse, die die Herrschaft über Mekka, Medina und den Hedschas innehatten, weil allein sie über genügend ʿAsabīya und Kampfgeist verfügten, um sich militärisch durchzusetzen.

### Sunnitischer Islam
Im sunnitischen Islam gibt es keine kanonische Auffassung zum Mahdi und der Glaube an diesen variiert unter Sunniten und sunnitischen Gelehrten. Während einige Gelehrte wie Ibn Chaldūn die wenigen Andeutungen in den sunnitischen Hadithen für unauthentisch hielten und somit den Glauben an einen endzeitlichen Mahdi gänzlich verwarfen, arbeiteten andere Gelehrte wie Ibn Kathir, detaillierte Endzeit-Szenarien aus, in denen der Mahdi zusammen mit Jesus gegen den Daddschal kämpfen. Eine andere Meinung schließt einen Mahdi als endzeitliche Erlöserfigur mit ein, verwirft allerdings die Vorstellung, es handle sich beim Mahdi um eine separate eigenständige Person. Stattdessen wird die Bezeichnung Mahdi als ein Titel aufgefasst, den Jesus, bei seiner Rückkehr erhält. Dieser Vorstellung nach vollführt Jesus die Aufgabe, die alternativ dem Mahdi zugeschrieben wird und richtet anschließend über die Menschheit.
Des Weiteren etablierte sich die Vorstellung des Mahdis im Volksglauben. Anders als die schiitische Vorstellung des Mahdis, lehnen alle sunnitischen Vorstellungen es ab, dass der Mahdi bereits als Mensch geboren wurde und im Verborgenen weilt.

### Schiitischer Islam
Den Zwölfer-Schiiten, der größten Gruppe der Schiiten gilt der Verborgene Imam als Mahdi. Dieser soll dereinst zurückkommen, wenn die Menschheit aus ärgster Not nach Erlösung ruft, und die Welt retten, denn er ist die messianische Gestalt. Bei ihnen steht der Mahdi nicht isoliert da. Es hat elf Generationen von Imamen gegeben, die nach mündlichen Überlieferungen alle schließlich von den Machthabern ihrer Zeit aus Staatsräson ermordet worden sind. Diesem Schicksal hat sich der 12. Imam, – der Mahdi, durch Flucht im Kindesalter entzogen. Daher ist Muhammad al-Mahdī der lebende Imam und lebt bis heute im Verborgenen weiter. Er soll anfänglich noch über vier Generationen hinweg (etwa 70 Jahre lang) mittels Botschaftern (hohen Gelehrten) schriftlich mit der Gemeinde Kontakt gehalten haben – diese Zeit nennen die Schiiten die „kleine Abwesenheit“ (al-ġaiba aṣ-ṣuġrā). Im Jahre 941 christlicher Zeitrechnung habe er auch diese Art der Kommunikation unterbrochen, ist aber stets über jeden seiner Anhänger im Bilde. Dies ist die Periode der „großen Abwesenheit“ (al-ġaiba al-kubrā), die solange andauern soll, bis Gott sein Wiedererscheinen befehlen wird. Die Schiiten warten daher sehnsüchtig auf seine Wiederkunft. Folgerichtig bezeichnet die Verfassung des schiitischen Iran von 1979 daher auch den Zwölften Imam als eigentliches Staatsoberhaupt. Der Klerus herrscht nach dieser Auffassung nur in seiner Stellvertretung bis zu dessen Wiederkehr aus der Verborgenheit (arabisch ولاية الفقيه, DMG Wilāyat al-faqīh ‚Statthalterschaft des Rechtsgelehrten‘).

### Ahmadiyya-Gemeinde
Die Ahmadiyya setzt den erwarteten Mahdi mit Jesus gleich, während Schiiten und zum Teil Sunniten dies ablehnen und sich auf anders lautende Überlieferungen beziehen. Während viele islamische Gruppen einen Mahdi erwarten, der politisch oder kriegerisch agiert, glauben Ahmadi-Muslime, dass der Mahdi einen spirituellen und intellektuellen Dschihad führen wird.

### Interpretationen in mystischen Auslegungen
Einigen mystischen Vorstellungen nach, wird der Mahdi als die eigene Rechtleitung zum Besiegen des inneren Daddschāls bezeichnet. Also jene Erkenntnisse, sich nicht als Körper, sondern als Bewusstsein in einem Körper, zu betrachten und so zur Fana führen oder Gedanken und Taten, die die Illusion des Ichs aufheben.

## Historische Mahdi-Bewegungen
In der Vergangenheit gab es eine Reihe von Personen, die von sich behaupteten, der Mahdi zu sein, und mit diesem Anspruch Anhänger um sich scharen konnten. Einige von ihnen vermochten sogar eigene Staaten zu gründen.

### 10. und 11. Jahrhundert
Der in Nordafrika geborene Abdallah al-Mahdi war 909–934 der erste Kalif aus der ismailitischen Fatimiden-Dynastie.
Unterstützt von rebellierenden Kutama trat al-Mawati, ein junger Mann aus dem Clan der Banu Mawatan vom Stamm der Urisa, im Jahre 912 als „Gegen-Mahdi“ zum ersten Fatimidenkalifen auf. Zwar gelang es seinen Kriegern, von Ikdschan aus Mila und Constantine zu erobern, doch wurde er alsbald von einem fatimidischen Heer unter Führung al-Qaims geschlagen, gefangen genommen und, nachdem man ihn in Kairuan zur Schau gestellt hatte, in Raqqada hingerichtet.
Der Mahdi Ibn Tumart (1077–1130) begründete im heutigen Marokko die Almohaden-Dynastie.

### 19. Jahrhundert

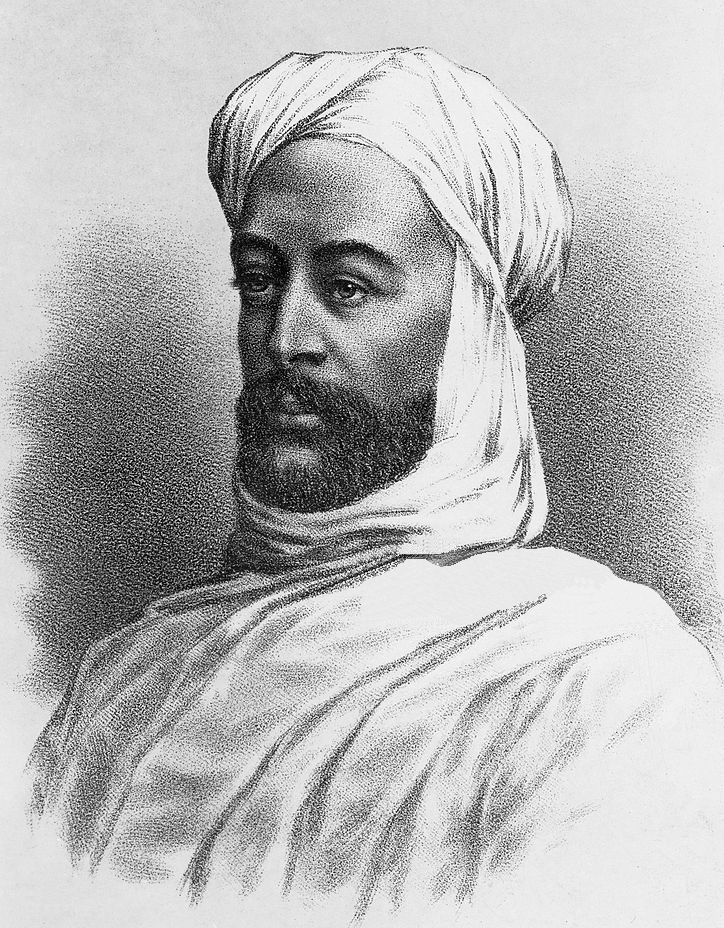
Muhammad Ahmad, der sudanesische Mahdi

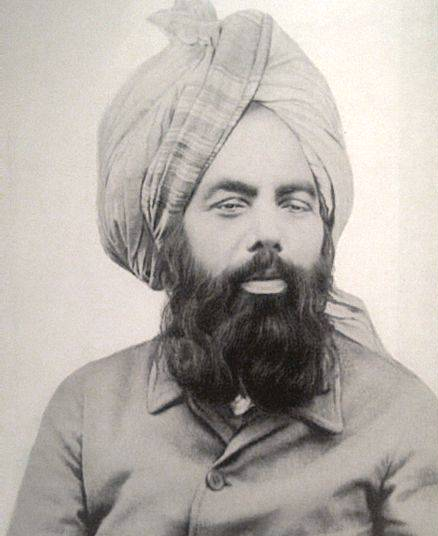
Mirza Ghulam Ahmad

Usman dan Fodio, der Begründer des Kalifats von Sokoto, verglich sich in einem Fulfulde-Gedicht mit dem Mahdī, bekräftigte jedoch, dass er selbst nur der Vorbote des Mahdī sei.
Zum Widerstand gegen die französische Herrschaft in Algerien zählte in den 1830er Jahren der islamische Theologe Emir Abd el-Kader, der sich gegen die Franzosen wenig durchsetzen konnte, da die Moslems unter sich zerstritten waren. Sein Hauptgegner war Muhammad ben Abd Allah al-Baghdadi, ein erklärter Mahdi, der als Protest gegen Steuerzahlungen einen Aufstand gegen den Emir anführte.
Der Bab, mit bürgerlichen Namen Sayyid Ali Muhammad – Religionsstifter des Babismus – interpretierte die Mahdi-Vorstellung der Schiiten insofern um, als er im erwarteten Zwölften Imam einen rein spirituellen Erneuerer ohne weltlichen Machtanspruch sah. Ab 1844 beanspruchte er selbst dieser Erneuerer zu sein und begründete damit eine neue Zeitrechnung. Der Bab lehrte das unmittelbar bevorstehende Kommen eines „noch größeren“ Gottesgesandten, den „Gott offenbaren“ würde. Die meisten seiner Anhänger sahen diese Prophezeiungen in Baha’u’llah erfüllt, wurden ab 1863 dessen Anhänger und bezeichneten sich fortan nach ihm als Bahai.
Als Mahdi bezeichnete sich auch Muhammad Ahmad, der Führer des Mahdi-Aufstandes in Sudan. Muhammad Ahmad stellte sich 1881 an die Spitze einer Aufstandsbewegung gegen die ägyptische Besetzung Sudans. Die Wirren in Ägypten im Zuge der Urabi-Bewegung begünstigten die Ausbreitung seiner Idee. Nach der Niederschlagung der Urabi-Bewegung strömten ihm neue Anhänger zu. Von 1881 bis 1898 schufen diese in Sudan einen eigenen Staat. Berühmt wurde dieser Mahdi durch die Eroberung Khartums am 26. Januar 1885. Dabei kam Charles George Gordon ums Leben. Wenige Monate nach der Eroberung Khartums starb Muhammad Ahmad. Seinem Nachfolger und engsten Vertrauten Abdallahi ibn Muhammad, mit dem Titel Kalif, gelang es, das gesamte Gebiet Sudans zwischen den Provinzen Darfur im Westen, Suakin im Osten (ohne die Stadt), Dongola im Norden und Bahr al-Ghazal im Süden zu erobern. Gegen ihn wurde ein britisch-ägyptisches Expeditionskorps unter Horatio Herbert Kitchener in Marsch gesetzt, das die Sudanesen am 2. September 1898 in der Schlacht von Omdurman besiegte.
In Britisch-Indien bezeichnete sich 1890 Mirza Ghulam Ahmad, der Begründer der Ahmadiyya, als der prophezeite Mahdi und Messias. Mirza Ghulam Ahmad erklärte den (religiös motivierten) Dschihad für abgeschafft, worin sich die pazifistische Haltung der Ahmadiyya begründet. Daraus begründete er sein Amt als Messias und Mahdi des Islams, des Christentums, des Judentums sowie aller anderen Weltreligionen (z. B. in Bezug auf den Hinduismus als Avatara des Krishna). Infolge dieses Anspruchs wurde er von vielen sunnitischen Gelehrten zum Apostaten erklärt. Außerdem soll Gott ihm mitgeteilt haben, dass Jesus lange nach der Kreuzigung, die er überlebt habe, eines natürlichen Todes gestorben sei und in Kaschmir, Indien, begraben sei.

### 20. Jahrhundert
Mahdistische Erwartungen waren im frühen 20. Jahrhundert vor allem in der britischen Kolonie Nigeria verbreitet. Ein Zentrum mahdistischer Aktivität war Dumbulwa bei der Stadt Fika im Nordosten des Landes. Hier bildete sich um 1919 unter der Führung von Scheich Sa'id ibn Hayatu aus dem Toronkawa Clan der Fulani eine mahdistisch orientierte Gemeinschaft, die innerhalb von vier Jahren auf 3.000 Personen anwuchs. 1923 wurde Sa'id ibn Hayatu von den Briten verhaftet und nach Kamerun deportiert. Ein zweites Zentrum der nigerianischen Mahdi-Bewegung war Kano. Hier verfasste 1941 ein Hausa-Händler ein Werk über die „Zeichen des Mahdī“ (Dalāʾil al-Mahdī), in dem er schrieb: „Es gibt klare Anzeichen für das bevorstehende Erscheinen des Mahdī. Zu diesen Beweisen gehört das Vordringen der Europäer in das Hausaland. Die Emire haben keine Macht mehr, sondern gehen nach Kaduna (sc. der kolonialen Hauptstadt von Nordnigeria)... All das ist es, was Gott vorhergesagt hat, und es wird unter seinen Knechten geschehen. Zu den Dingen, die da kommen, gehört das Erscheinen des Mahdī, und er wird sehr bald kommen.“
Im Dezember des gleichen Jahres erklärte sich bei den Ijebu der Tidschaniyya-Anhänger Muhammad Jumat Imam (1896–1960) zum Mahdi und Messias und rief zur Einheit zwischen Muslimen und Christen auf. Er eröffnete 1944 in Ijebu-Ode ein religiöses Gebäude, das gleichzeitig Moschee für die Muslime und Tempel für die Christen sein sollte. Kurz vor seinem Tod im Jahre 1959 hatte seine Gemeinschaft 20.000 Anhänger, die sich über alle Gebiete von Ijebuland verteilten.
Auch die gewaltsame Besetzung der Großen Moschee in Mekka im November 1979 stand mit einer solchen Bewegung in Verbindung, da die wahhabitischen Extremisten, die den Anschlag durchführten, in ihrem Anführer Muhammad ibn Abdullah al-Qahtani den Mahdi erblickten.

## Ähnliche Vorstellungen in anderen Religionen
Endzeitliche Erlöser und Heilsbringer kehren in den indischen Religionen periodisch wieder, in den prophetischen Religionen treten sie am Ende aller Tage auf. Der indische Vishnu kam in neun Avataras herab, um die in Unordnung befindliche Welt zu erretten. In seiner zehnten Erscheinungsform als Kalki soll er am Ende des gegenwärtigen Weltzeitalters wiederkehren. Ihm entspricht im Buddhismus der zukünftige Buddha Maitreya. In den prophetischen Lehren erschien der Erlöser einmal oder wird einmal wiederkommen: in Gestalt des Messias der hebräischen Bibel und Christus, der als Weltrichter erscheinen soll. Im Zoroastrismus wird Saoschjant eine Erneuerung der Welt (Fraschokereti) bewirken und das Böse besiegen. Der Prophet Zarathustra ist demnach nicht gänzlich verschwunden, aus seinem Samen wird dereinst Saoschjant geboren.